# Ialyssus tuberculatus
Ialyssus tuberculatus là một loài bọ cánh cứng trong họ Cerambycidae.